# حصار تشيهيرين (1678)
حصار تشيهيرين هي معركة ضمن الحرب الروسية العثمانية (1676 - 1681).
استولى الجيش العثماني بقيادة الوزير الأعظم ميرزيفونلو قرة مصطفى باشا على قلعة تشيهيرين، التي كانت تحت احتلال روسيا منذ عام 1676 ولم يكن بالإمكان الاستيلاء عليها في حصار العام السابق، استمر الحصار بين 21 يوليو و 21. أغسطس 1678 حتى تم فتح المدينة.
بعد هذا الانتصار، استولى الجيش العثماني على مواقع محصنة أخرى على الضفة الغربية لنهر أوزي وعزز الهيمنة العثمانية في هذه المنطقة.
في ظل عدم وجود تطورات عسكرية كبيرة من شأنها أن تغير هذا الوضع في الميدان في 1679 و 1680، وقع الطرفان معاهدة باخشيساراي في عام 1681، والتي تم فيها تحديد نهر أوزي كحدود.

## قبل الحصار

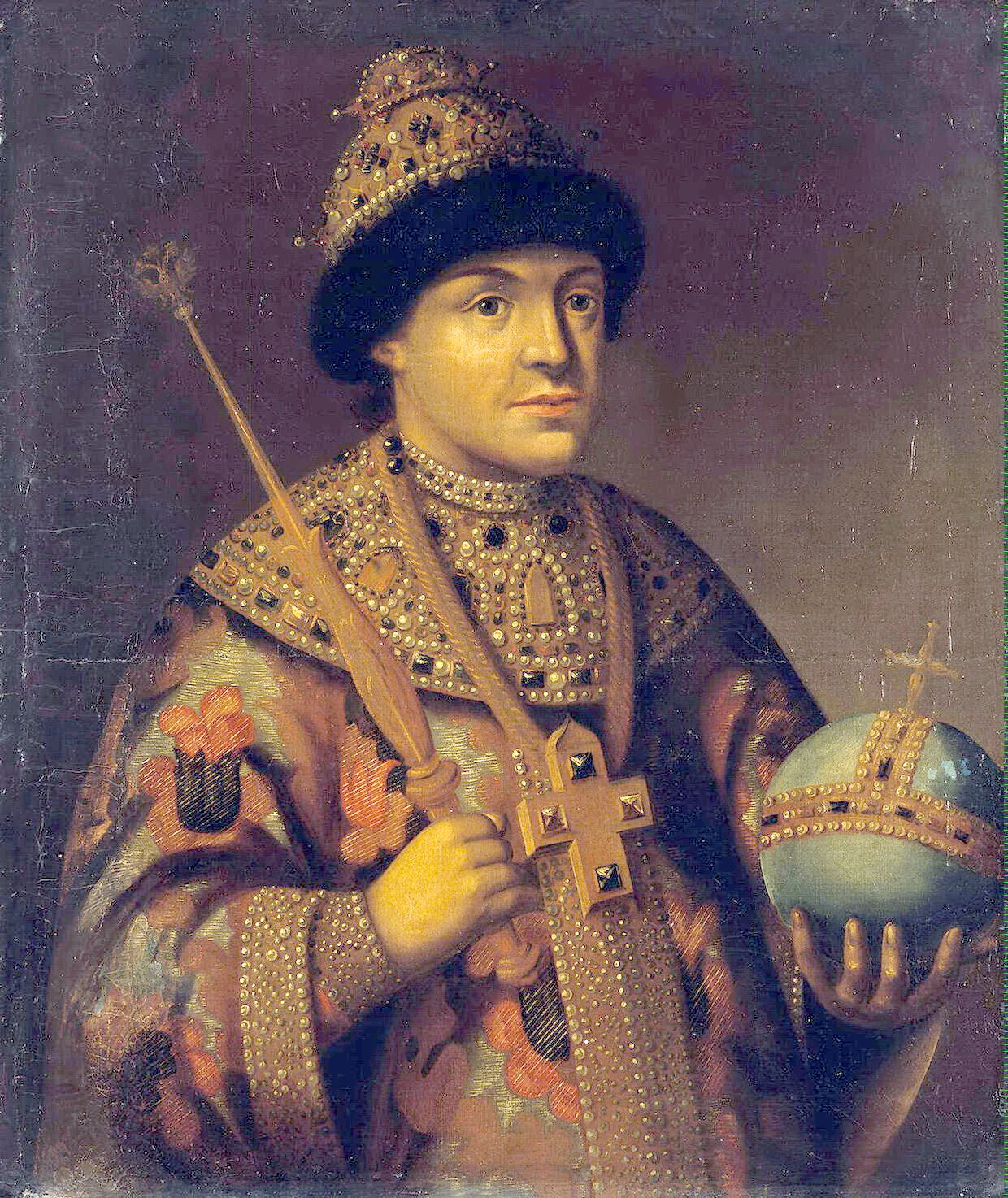
القيصر الروسي فيودرالثالث

الدولة العثمانية عندما لم يثمر حصار تشيهيرين، الذي تم فرضه عام 1677، عن نتائج، طرد سيردار ملك إبراهيم باشا وخان القرم سليم الأول جيراي وعين أباظة كور حسين باشا ومراد جيراي وتقرر أن السلطان محمد الرابع سيذهب في الحملة شخصيا.
في ربيع عام 1678، على الرغم من أن القيصر الروسي فيودر الثالث أليكسييفيتش أرسل مبعوثًا إلى اسطنبول واقترح حل النزاع العثماني الروسي من خلال «الصداقة»، فقد أُعطي الجواب بأن الصداقة لا يمكن أن تكون ممكنة إلا بعودة الأراضي العثمانية. بعد ذلك، أعلنت الدولة العثمانية الحرب رسميًا على روسيا في 11 أبريل 1678. على الرغم من تقدم محمد الرابع حتى سيليسترا على رأس الجيش العثماني، بعد هذه المرحلة، تم تعيين الوزير الأعظم مرزيفونلو كارا مصطفى باشا سردار أكرم.

## حصار

رسم تخطيطي لقلعة تشيهيرين

وصل الجيش العثماني، الذي تحرك من إساكجي في 30 مايو، إلى جبهة قلعة تشيهيرين في 21 يوليو وبدأ محاصرته. من ناحية أخرى، كان القائد الروسي، الجنرال رومادانوفسكي، متمركزًا بالقرب من القلعة وبدأ في تعزيز الحامية بانتظام.
على الرغم من انسحاب الجيش الروسي، الذي هاجم قوات الطليعة بقيادة كابلان مصطفى باشا في 13 أغسطس مع خسائر فادحة، كان على القوات العثمانية الانسحاب إلى محيط قلعة تشيهيرين عندما جاء باراباش القوزاقي إلى ساحة المعركة كتعزيزات. في المشاورات التي جرت في 14 أغسطس، وأمام الداعين إلى انسحاب الجيش دون خسارة، كما في حصار العام السابق، بسبب التفوق العددي للجيش الروسي، ساد رأي أولئك الذين دافعوا عن إمكانية الاستيلاء علي قلعة تشيهيرين مثلما فعل بايلر باي البوسنة أحمد باشا، الذي أنهى حصار كاندية (عام 1669) عن طريق تفجير المجاري التي وصلت إلى مرحلة متقدمة.
احتل الجيش العثماني، الذي هاجم القلعة من خلال الفتح الذي فتح في الجدران التي دمرت نتيجة انفجار المجاري في 20 أغسطس، ضواحي القلعة. في هذه الأثناء، مع تدمير الجسور الثلاثة فوق نهر تاسما، لم يتمكن الجيش الروسي على الجانب الآخر من النهر من إرسال مساعدات إلى القلعة. بينما تسبب نيران المدفعية الثقيلة على القلعة الداخلية في اندلاع حريق كبير، غرق معظم جنود القوزاق الروس في القلعة بالقفز في النهر، وغادر بعضهم القلعة. وبهذه الطريقة، في 21 أغسطس، انتقلت قلعة تشيهيرين إلى أيدي العثمانيين.

## بعد الحصار
تم تكليف كابلان مصطفى باشا وخان القرم مراد جيراي لمتابعة الجيش الروسي، الذي تراجع إلى الجانب الآخر من نهر أوزي مع خسائر فادحة. في 23 أغسطس، واجه الجيشان العثماني والروسي وجهاً لوجه على مسافة 1.5 ساعة من قلعة تشيهيرين، ونتيجة للمعارك المستمرة حتى 30 أغسطس، تم كسر القوة الهجومية للجيش الروسي. في 31 أغسطس، بدأ الجيش العثماني عملية العودة بتدمير قلعة تشيهيرين.
من ناحية أخرى، واصلت الفرقة العثمانية القرمية بقيادة الوزير أحمد باشا عملياتها الأمامية للسيطرة على القوزاق الذين كانوا تابعين للروس. بعد حصار دام ثلاثة أيام، غادر الجيش العثماني، الذي استولى على كانيف، تشيركاسي، موشنية، كورسون وزابوتين، هذه القلاع تحت إدارة يوري خميلنيتسكي رئيس دولة هتمانات القوزاق، وبقيت خاضعة للعثمانيين.
في الأول من أكتوبر عام 1678، تلقى الجيش العثماني، الذي كان يتمركز حول قلعة ليدزهين، نبأً مفاده أن قلعتي بار وميزيبوزي، اللتين تركتهما مملكة بولندا للإمبراطورية العثمانية في إطار معاهدة جورافنو. 1676، قد تم إجلائهم وتسليمهم إلى وزير حرس كامانيش خليل باشا.